# فريدريكتون

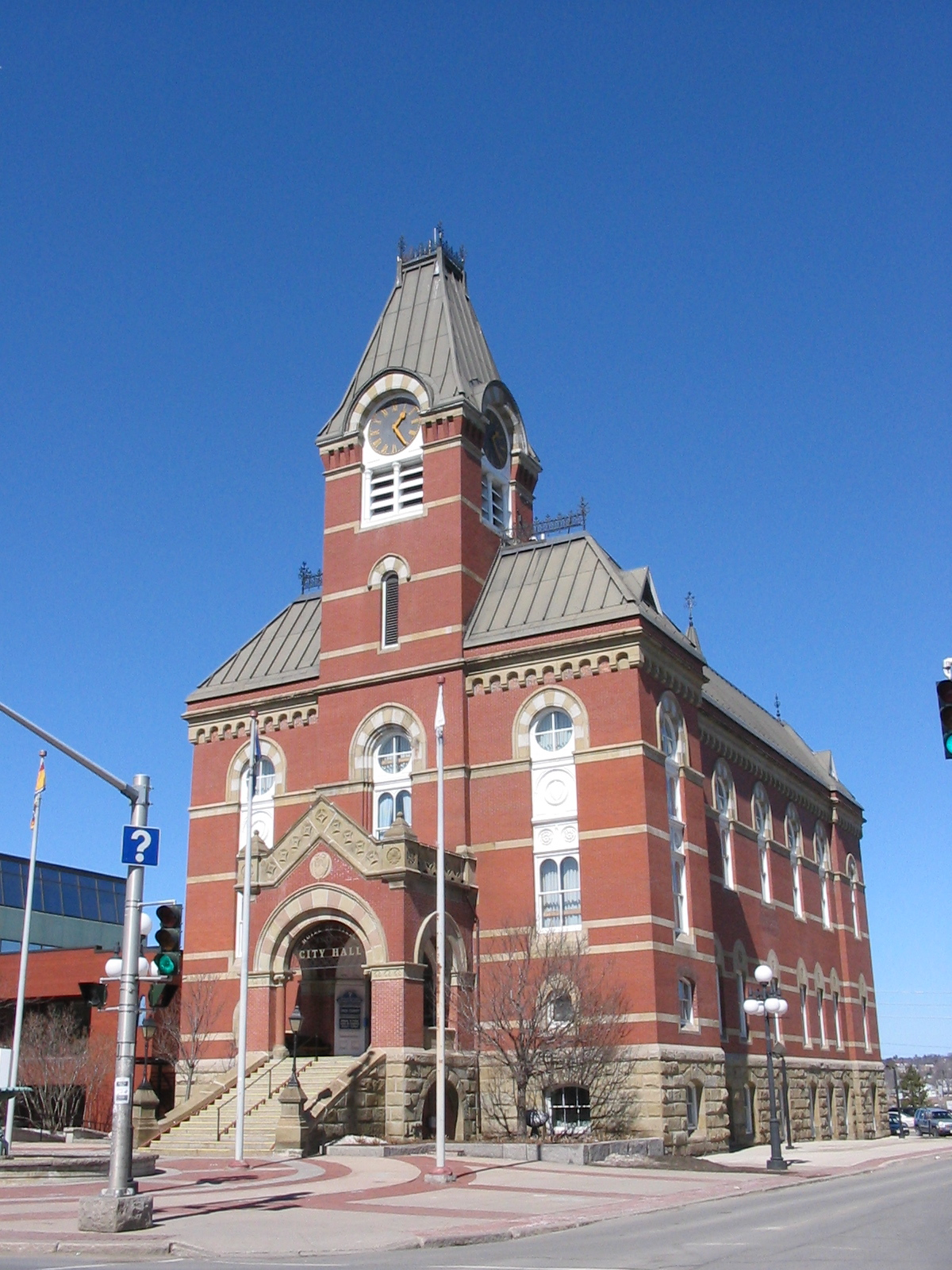
مبنى البلدية

فريدريكتون (بالإنجليزية: Fredericton)‏ هي عاصمة مقاطعة نيو برونزويك الكندية. تأسست عام 1785 م، وبلغ عدد سكان المدينة عام 2011 بنحو 56,230 نسمة.

## المناخ
يظهر الجدول التالي التغييرات المناخية على مدار السنة لفريدريكتون:
| البيانات المناخية لـفريدريكتون     | البيانات المناخية لـفريدريكتون | البيانات المناخية لـفريدريكتون | البيانات المناخية لـفريدريكتون | البيانات المناخية لـفريدريكتون | البيانات المناخية لـفريدريكتون | البيانات المناخية لـفريدريكتون | البيانات المناخية لـفريدريكتون | البيانات المناخية لـفريدريكتون | البيانات المناخية لـفريدريكتون | البيانات المناخية لـفريدريكتون | البيانات المناخية لـفريدريكتون | البيانات المناخية لـفريدريكتون | البيانات المناخية لـفريدريكتون |
| الشهر                              | يناير                          | فبراير                         | مارس                           | أبريل                          | مايو                           | يونيو                          | يوليو                          | أغسطس                          | سبتمبر                         | أكتوبر                         | نوفمبر                         | ديسمبر                         | المعدل السنوي                  |
| ---------------------------------- | ------------------------------ | ------------------------------ | ------------------------------ | ------------------------------ | ------------------------------ | ------------------------------ | ------------------------------ | ------------------------------ | ------------------------------ | ------------------------------ | ------------------------------ | ------------------------------ | ------------------------------ |
| الدرجة القصوى °م (°ف)              | 15.0 (59.0)                    | 19.0 (66.2)                    | 26.5 (79.7)                    | 30.5 (86.9)                    | 35.5 (95.9)                    | 35.6 (96.1)                    | 36.1 (97.0)                    | 38.9 (102.0)                   | 33.7 (92.7)                    | 28.9 (84.0)                    | 21.7 (71.1)                    | 16.1 (61.0)                    | 38.9 (102.0)                   |
| متوسط درجة الحرارة الكبرى °م (°ف)  | −4.4 (24.1)                    | −2.1 (28.2)                    | 2.8 (37.0)                     | 9.9 (49.8)                     | 17.6 (63.7)                    | 22.7 (72.9)                    | 25.4 (77.7)                    | 24.5 (76.1)                    | 19.6 (67.3)                    | 12.8 (55.0)                    | 5.5 (41.9)                     | −1.0 (30.2)                    | 11.1 (52.0)                    |
| المتوسط اليومي °م (°ف)             | −9.4 (15.1)                    | −7.5 (18.5)                    | −2.2 (28.0)                    | 4.8 (40.6)                     | 11.3 (52.3)                    | 16.4 (61.5)                    | 19.4 (66.9)                    | 18.6 (65.5)                    | 14.0 (57.2)                    | 7.8 (46.0)                     | 1.8 (35.2)                     | −5.3 (22.5)                    | 5.8 (42.4)                     |
| متوسط درجة الحرارة الصغرى °م (°ف)  | −14.4 (6.1)                    | −12.8 (9.0)                    | −7.2 (19.0)                    | −0.4 (31.3)                    | 5.1 (41.2)                     | 10.1 (50.2)                    | 13.3 (55.9)                    | 12.6 (54.7)                    | 8.3 (46.9)                     | 2.8 (37.0)                     | −2.0 (28.4)                    | −9.5 (14.9)                    | 0.5 (32.9)                     |
| أدنى درجة حرارة °م (°ف)            | −38.9 (−38.0)                  | −38.3 (−36.9)                  | −32.8 (−27.0)                  | −20.0 (−4.0)                   | −6.7 (19.9)                    | −2.2 (28.0)                    | 1.7 (35.1)                     | 1.7 (35.1)                     | −4.4 (24.1)                    | −11.1 (12.0)                   | −26.7 (−16.1)                  | −35.6 (−32.1)                  | −38.9 (−38.0)                  |
| الهطول مم (إنش)                    | 101.9 (4.01)                   | 70.1 (2.76)                    | 90.1 (3.55)                    | 81.6 (3.21)                    | 103.8 (4.09)                   | 86.3 (3.40)                    | 89.0 (3.50)                    | 85.9 (3.38)                    | 94.7 (3.73)                    | 89.7 (3.53)                    | 109.9 (4.33)                   | 91.8 (3.61)                    | 1٬094٫7 (43.10)                |
| معدل هطول الأمطار مم (إنش)         | 42.4 (1.67)                    | 31.7 (1.25)                    | 45.2 (1.78)                    | 68.1 (2.68)                    | 103.1 (4.06)                   | 86.3 (3.40)                    | 89.0 (3.50)                    | 85.9 (3.38)                    | 94.7 (3.73)                    | 89.3 (3.52)                    | 96.3 (3.79)                    | 54.0 (2.13)                    | 885.9 (34.88)                  |
| متوسط تساقط الثلوج سم (إنش)        | 63.6 (25.0)                    | 39.1 (15.4)                    | 42.4 (16.7)                    | 13.5 (5.3)                     | 0.6 (0.2)                      | 0.0 (0.0)                      | 0.0 (0.0)                      | 0.0 (0.0)                      | 0.0 (0.0)                      | 0.4 (0.2)                      | 13.9 (5.5)                     | 41.4 (16.3)                    | 214.8 (84.6)                   |
| متوسط أيام هطول الأمطار (≥ 0.2 mm) | 12.6                           | 10.2                           | 12.4                           | 12.6                           | 14.9                           | 13.6                           | 14.5                           | 12.7                           | 13.7                           | 13.5                           | 13.8                           | 12.5                           | 156.7                          |
| متوسط الأيام الممطرة (≥ 0.2 mm)    | 4.5                            | 4.2                            | 7.1                            | 10.8                           | 14.8                           | 13.6                           | 14.5                           | 12.7                           | 13.7                           | 13.5                           | 11.7                           | 6.0                            | 126.9                          |
| متوسط الأيام المثلجة (≥ 0.2 cm)    | 9.4                            | 7.2                            | 7.0                            | 2.4                            | 0.3                            | 0.0                            | 0.0                            | 0.0                            | 0.0                            | 0.11                           | 3.2                            | 7.5                            | 37.0                           |
| ساعات سطوع الشمس الشهرية           | 119.5                          | 130.8                          | 148.9                          | 162.2                          | 206.9                          | 224.3                          | 239.7                          | 226.2                          | 172.4                          | 142.5                          | 95.8                           | 102.2                          | 1٬971٫2                        |
| نسبة وصول أشعة الشمس               | 42.4                           | 44.8                           | 40.4                           | 40.0                           | 44.7                           | 47.7                           | 50.4                           | 51.6                           | 45.7                           | 41.9                           | 33.6                           | 37.8                           | 43.4                           |
| المصدر: Environment Canada         |                                |                                |                                |                                |                                |                                |                                |                                |                                |                                |                                |                                |                                |

## توأمة
لفريدريكتون اتفاقيات توأمة مع:
- حي كانغنام

## أعلام
- كاثرين بندرل
- جيك ألين
- ماري برات
- مولي بوباك
- ميلتون فولر غريغ
- أندرو جورج بلير
- إسحاق ستيفنسون
- ريتشارد هاتفيلد
- توماس كارلتون ألين
- داني غرانت
- تشارلز فيشر